# Pin cu scoarță dantelată
Pinul cu scoarță dantelată (Pinus bungeana), numit și Pinul Bunge (după botanistul Alexander von Bunge), este un pin originar din nord-estul și centrul Chinei. Este un copac care poate crește până la înălțimi de 15-25 de metri și este rezistent la îngheț până la sub -26 °C. Scoarța sa netedă, de culoare gri-verde, se scurge treptat în solzi rotunji pentru a dezvălui pete de galben pal, care devin maro măsliniu, roșu și violet la expunerea la lumină.
În China și Coreea, pinul cu scoarță dantelată este plantat în mod tradițional lângă temple și cimitire. Lemnul de pin cu scoarță dantelată nu este folosit comercial ca cherestea, dar este folosit local de populațiile din nord-estul Chinei pentru construcții, mobilier și structuri de transport, cum ar fi paleții. Pinul cu scoarță de dantelă are semințe comestibile folosite în medicina tradițională chineză pentru a oferi ameliorarea bolilor respiratorii.

## Descriere

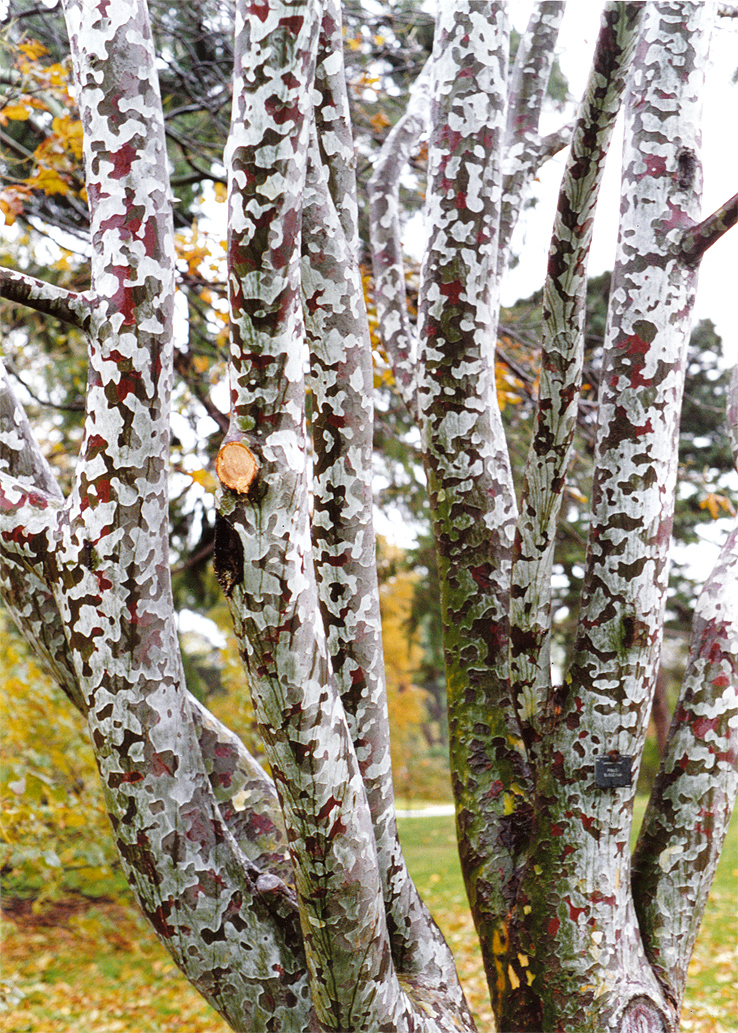
Prim-plan cu mai multe tulpini

Trunchiul pinului cu scoarță dantelată poate crește fie monopodial, ca o singură creștere în sus, fie simpodial, bifurcat. Coroana are o formă similară unei umbrele. Frunzișul este compus de ace lungi de 5–10 centimetri, în grupuri de trei. Secțiunile transversale ale fiecărei ac au forma unui semicerc triunghiular. Pinul cu scoarță dantelată produce conuri care devin maro-gălbui pe măsură ce se maturizează și sunt aproximativ în formă de ou și au 5-7 centimetri lungime.

## Distribuție și habitat
Pinul cu scoarță dantelată este originar din pădurile temperate din munții Chinei, dar este, de asemenea, cultivat pe scară largă ca arbore ornamental, în special pentru scoarța sa. Crește în provinciile Shanxi, vestul Henan, sudul Gansu, sudul Hebei, nordul Sichuan, Shaanxi, vestul Shandong și Hubei. Apare pe roci calcaroase și versanți orientați spre sud la altitudini relativ mari de 500-2.150 de metri, dar este plantat și la altitudini mai joase. În porțiunea de nord a arealului de răspândire, apare și în sol acid. Fiind o specie care necesită lumină, crește de obicei în locuri mai puțin potrivite pentru alte specii de copaci. Acest pin fost introdus în Anglia în 1843.